# 威廉·格拉肯斯
威廉·詹姆斯·格拉肯斯（William James Glackens，1870年3月13日—1938年5月22日）是一位美国现实主义画家，也是垃圾箱画派的创始人之一。他是阿尔伯特·C·巴恩斯的同学和好友，帮巴恩斯基金会买下不少作品。他在第一次世界大战前的纽约和巴黎创作的暗色调、充满活力的日常生活作品使得他名声鹊起，后来其作品色调变亮，显示出雷诺阿的强烈影响。除去职业画家的工作外，格拉肯斯还在費城和纽约担任一些报纸和杂志的插畫家。

## 早年

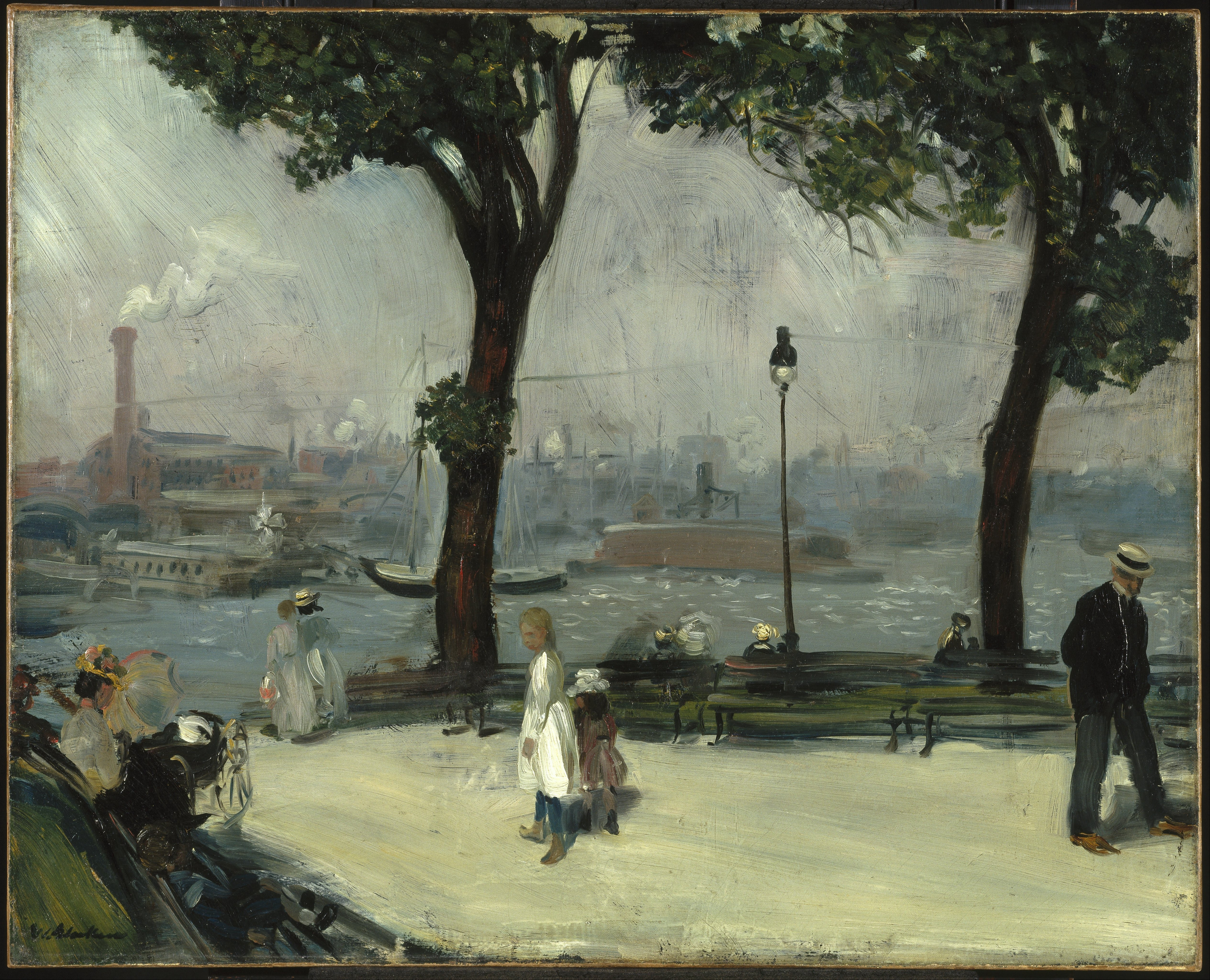
《东河公园》，约1902，布鲁克林博物馆

格拉肯斯出生于家族世代居住的宾夕法尼亚州费城，有一个姐姐艾达（Ada）和一个哥哥路易斯·格拉肯斯。1890年，格拉肯斯毕业于费城中央高中，在学校就对绘画展现出极大的的兴趣。1891年11月，他就读宾夕法尼亚美术学院。

## 职业

### 插图画家

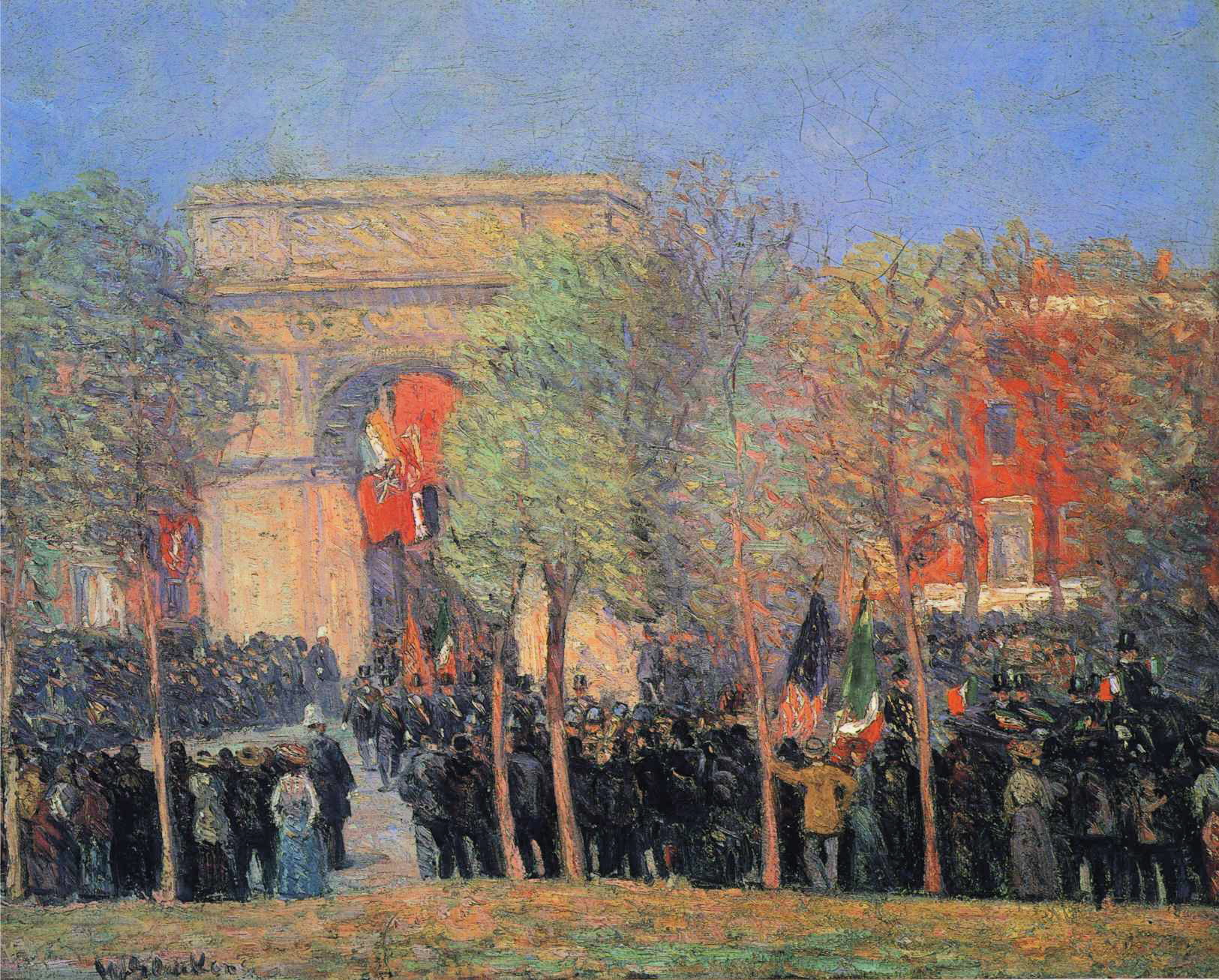
《华盛顿广场的意大利-美国庆典》，1912年，波士顿美术馆

毕业后，格拉肯斯成为《费城记录报》（The Philadelphia Record）的美工、记者。1892年，他转而为费城出版社（Philadelphia Press）绘制插图。他读过宾夕法尼亚美术学院的夜校，师从现实主义画家托马斯·安舒茨等。约翰·斯隆也曾就读于该学院，他将格拉肯斯介绍给了画家罗伯特·亨利。亨利在他的工作室举办定期的艺术家聚会，阅读惠特曼和爱默生、威廉·莫里斯·亨特的《Talks on Art》和乔治·摩尔的《Modern Painting》，思考创造一种充满活力的新美国艺术的必要性。
1895年，格拉肯斯与包括亨利在内的几位画家一同前往欧洲游历。他首先抵达荷兰，其次到巴黎与亨利合租了一个工作室一年，并接触到印象派和后印象派艺术，马奈成为两人的偶像。
1896年，格拉肯斯在纽约定居，通过画家乔治·卢克斯引荐，成为《纽约世界》（New York World）的画家。 他后来也曾为《纽约先驱报》工作，绘制速写。在担任《麦克卢尔杂志》 插画家期间，他受杂志委派前往古巴报道美西战争。
1904年，格拉肯斯与来自康涅狄格州一个富裕家庭的画家伊迪丝·迪莫克（Edith Dimock）结婚。1906年，他被选为美国国家设计学院的准院士，并于 1933年成为正式院士。

### 八人画派
在纽约，格拉肯斯成为八人画派（The Eight）的一员。和乔治·卢克斯等反抗国家设计学院保守的“官方”艺术展，决定自己举办艺术展。他们善于描绘传统画家不屑的城市世俗景观，作品在纽瓦克、芝加哥几个城市巡回展出，获得了很大的认可。

### 晚期作品
到1910年，格拉肯斯开始转向高度个人化的风格，与垃圾箱画派渐行渐远。他的传记作者威廉· 盖茨（William Gerdts）说这是“他向主流印象派的转变”。他的作品经常被拿来与雷诺阿相提并论，以至于他被称为“美国雷诺阿”。格拉肯斯对这种批评的回应始终如一：“你能想到比雷诺阿更值得追随的人吗？” 

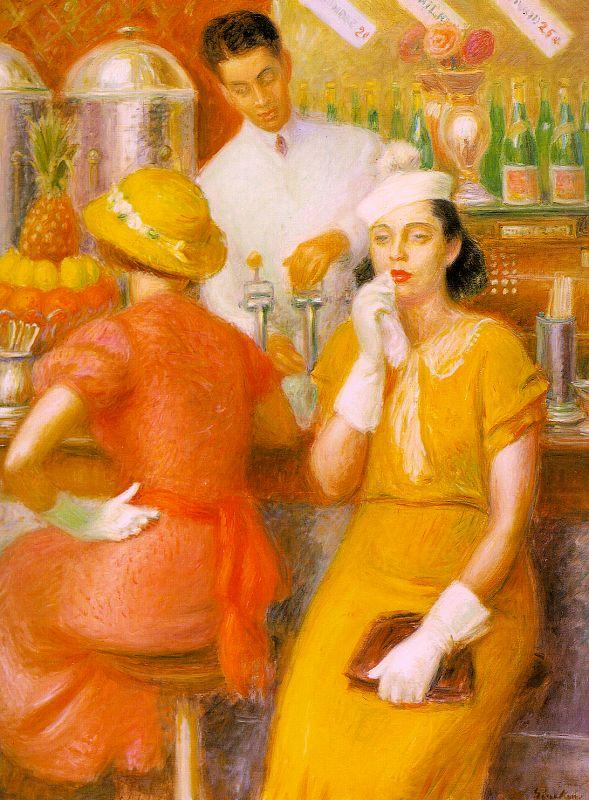
《冷饮店》，1935

这时，来自中央高中的同窗好友、富翁阿尔伯特·C·巴恩斯开始研究和收藏现代艺术，并委托格拉肯斯在去巴黎旅行时给他买一些好的画作。格拉肯斯从巴黎带回了大约20幅画作，其中包括塞尚、雷诺阿、马奈和马蒂斯，它们构成了巴恩斯基金会收藏的核心。
1916年，格拉肯斯担任新成立的美国独立艺术家协会会长，为不出名的艺术家提供展出机会。1925年至1935年间，他继续前往法国研究印象派和后印象派的作品。他的画作在1933年和1936年两次获得宾夕法尼亚美术学院年展金奖。

## 去世
1938年5月22日，格拉肯斯在康涅狄格州韦斯特波特度假时突然去世，安葬在康涅狄格州哈特福德的雪松山公墓。几个月后，惠特尼美国艺术博物馆举办了他的回顾展，并在匹兹堡的卡内基学院展出，受到了好评。